# مسجد علاء (قادرلي)
مسجد علاء، هو مسجد تاريخي يقع في منطقة قادرلي، مقاطعة عثمانية، تركيا.

## التاريخ
- يقع مسجد علاء في منطقة قادرلي، بقرب مقبرة رومانية إلى الشرق من المسجد. كانت كنيسة وديرًا بيزنطيين بُنيا في القرن الخامس، بعد أن استولى قاسم باي على المدينة عام 1489، تم تحويلها إلى مسجد ومدرسة.

- تم استخدام مسجد علاء كمستودع للجيش العثماني، وبعد عام 1865 تم ترميمه، وفي عام 1924 في عهد الجمهورية التركية تم هجره.

- في عام 2012 خضع المبنى لعملية ترميم، وتم الانتهاء منه في يوليو 2020 وافتتح المسجد للعبادة.[2]